# ポージナ
ポージナ（伊: Posina）は、イタリア共和国ヴェネト州ヴィチェンツァ県にある、人口約600人の基礎自治体（コムーネ）。

## 地理

### 位置・広がり

#### 隣接コムーネ
隣接するコムーネは以下の通り。括弧内のTNはトレント自治県（トレンティーノ＝アルト・アディジェ州）所属を示す。
- アルシエーロ
- ラーギ
- スキーオ
- テッラニョーロ (TN)
- トランビレーノ (TN)
- ヴァッリ・デル・パズービオ
- ヴェーロ・ダスティコ

### 気候分類・地震分類
気候分類では、zona F, 3159 GGに分類される。
また、イタリアの地震リスク階級 (it) では、zona 2 (sismicità media) に分類される。

## 行政

### 分離集落
ポージナには、以下の分離集落（フラツィオーネ）がある。
- Beber, Forni Alti, Fusine